# Bound for Glory (2014)
Bound for Glory (2014) foi um evento pay-per-view de wrestling profissional realizado pela Total Nonstop Action Wrestling, que ocorreu no dia 12 de outubro de 2014 no Korakuen Hall na cidade de Tóquio, no Japão.

## Resultados
| No.                           | Lutas                                                                        | Estipulações                                     | Duração |
| ----------------------------- | ---------------------------------------------------------------------------- | ------------------------------------------------ | ------- |
| 1                             | Minoru Tanaka derrotou Manik                                                 | Singles match                                    | 9:53    |
| 2                             | Ethan Carter III derrotou Ryota Hama                                         | Singles match                                    | 5:50    |
| 3                             | MVP derrotou Kazma Sakamoto                                                  | Singles match                                    | 8:07    |
| 4                             | Samoa Joe (c) derrotou Low ki e Kaz Hayashi                                  | Three-Way match pelo TNA X Division Championship | 10:32   |
| 5                             | Novus (Jiro Kuroshio e Yusuke Kodama) derrotou Andy Wu e El Hijo del Pantera | Luta tag team                                    | 9:15    |
| 6                             | Team 3D (Bully Ray e Devon) derrotou Abyss e Tommy Dreamer                   | Luta hardcore tag team                           | 12:53   |
| 7                             | Havok derrotou (c) Velvet Sky                                                | Singles match pelo TNA Knockouts Championship    | 6:00    |
| 8                             | The Great Muta e Tajiri derrotou James Storm e The Great Sanada              | Luta tag team                                    | 10:56   |
| (c)- Campeão(s) antes da luta |                                                                              |                                                  |         |

- TNA Bound for Glory
- Eventos em pay-per-view da TNA
- Hall da Fama da TNA